# NGC 2033
NGC 2033是剑鱼座大麦哲伦星系中的一個疏散星团。該星團星团于1826年9月24日由蘇格蘭天文学家詹姆士·丹露帕发现。該天體后来被收入進新總目錄中。